# Setaria macrostachya
Setaria macrostachya är en gräsart som beskrevs av Carl Sigismund Kunth. Setaria macrostachya ingår i släktet kolvhirser, och familjen gräs. Inga underarter finns listade i Catalogue of Life.